# A República (Rio Grande do Norte)
A República é um jornal brasileiro publicado e sediado em Natal, no estado do Rio Grande do Norte, fundado em 1 de julho de 1889 pelo ex-governador Pedro Velho. Pertence ao Departamento Estadual de Imprensa (DEI), órgão do Governo do Rio Grande do Norte.
No início, o periódico funcionou em um prédio localizado no cruzamento da Avenida Câmara Cascudo com Rua Juvino Barreto, na Ribeira (Natal), bairro histórico de Natal (Rio Grande do Norte), posteriormente, o mesmo foi restabelecido onde está até hoje, no Museu da Imprensa do Rio Grande do Norte, localizado na Avenida Câmara Cascudo, no Centro Histórico de Natal.
A República é um dos atrativos do centro histórico da capital, contando a história da imprensa no estado, é vizinho do Instituto Câmara Cascudo, que funciona, onde morou até sua morte, o historiador potiguar Luís da Câmara Cascudo, considerado o maior folclorista do país.
Em sua sede, há diversas máquinas utilizadas por jornais potiguares, um verdadeiro registro da imprensa no estado. Atualmente, o veículo é utilizado exclusivamente como informativo do Diário Oficial do estado.